# Listă de filme britanice din 1929
Aceasta este o listă de filme britanice din 1929:

## Lista
| Titlu                         | Regizor                        | Distribuție                                    | Gen              | Note                                        |
| ----------------------------- | ------------------------------ | ---------------------------------------------- | ---------------- | ------------------------------------------- |
| After the Verdict             | Henrik Galeen                  | Olga Tschechowa, Warwick Ward                  | Drama            | [ 1 ]                                       |
| Alf's Carpet                  | W. P. Kellino                  | Harald Madsen, Carl Schenstrøm                 | Comedie, Fantasy | [ 2 ]                                       |
| The Alley Cat                 | Hans Steinhoff                 | Mabel Poulton, Jack Trevor                     | Drama            | Co-producție cu Germania                    |
| Atlantic                      | Ewald André Dupont             | Franklin Dyall, Madeleine Carroll              | Drama            | lansat ca film în limba germană -- Atlantik |
| Auld Lang Syne                | George Pearson                 | Harry Lauder, Dorothy Boyd                     | Drama            | [ 5 ]                                       |
| Blackmail                     | Alfred Hitchcock               | Cyril Ritchard, Anny Ondra, Sara Allgood       | Thriller         | Primul film sonor britanic                  |
| The Bondman                   | Herbert Wilcox                 | Norman Kerry, Frances Cuyler                   | Aventură         | [ 7 ]                                       |
| Bright Eyes                   | Géza von Bolváry               | Betty Balfour, Jack Trevor                     | Romantic         | Co-producție cu Austria                     |
| The Broken Melody             | Fred Paul                      | Georges Galli, Andrée Sacré, Enid Stamp-Taylor | Romantic         | [ 8 ]                                       |
| A Broken Romantic             | J. Steven Edwards              | William Freshman, Blanche Adele                | Drama            | [ 9 ]                                       |
| The Burgomaster of Stilemonde | George Banfield                | John Martin Harvey, Fern Andra                 | Drama            | [ 10 ]                                      |
| The Celestial City            | J. O. C. Orton                 | Norah Baring, Lewis Dayton                     | Crimă            | [ 11 ]                                      |
| Chamber of Horrors            | Walter Summers                 | Frank Stanmore, Joan Maude                     | Horror           | [ 12 ]                                      |
| Champaigner                   | Geza von Bolvary               | Betty Balfour, Jack Trevor                     | Romantic Comedie | Co-producție cu Austria                     |
| City of Play                  | Denison Clift                  | Chili Bouchier, Patrick Aherne                 | Drama            | [ 14 ]                                      |
| The Clue of the New Pin       | Arthur Maude                   | Benita Hume, Kim Peacock                       | Mystery          | [ 15 ]                                      |
| The Co-Optimists              | Edwin Greenwood                | Melville Gideon, Clifford Grey                 | Musical          | [ 16 ]                                      |
| A Cottage on Dartmoor         | Anthony Asquith                | Norah Baring, Uno Henning                      | Drama            | [ 17 ]                                      |
| The Crimson Circle            | Frederic Zelnik                | Lya Mara, Stewart Rome                         | Crimă            | Co-producție cu Germania                    |
| The Crooked Billet            | Adrian Brunel                  | Madeleine Carroll, Carlyle Blackwell           | Crimă            | [ 19 ]                                      |
| Cupid in Clover               | Frank Miller                   | Winifred Evans, Herbert Langley                | Romantic         | [ 20 ]                                      |
| Dark Red Roses                | Sinclair Hill                  | Stewart Rome, Una O'Connor                     | Drama            | [ 21 ]                                      |
| Daughter of the Regiment      | Hans Behrendt                  | Betty Balfour, Alexander D'Arcy                | Comedie          | Co-producție cu Germania                    |
| The Devil's Maze              | Gareth Gundrey                 | Renee Clama, Trilby Clark                      | Drama            | [ 22 ]                                      |
| Down Channel                  | Michael Barringer              | Henry Victor, Alf Goddard                      | Action/Aventură  | [ 23 ]                                      |
| Drifters                      | John Grierson                  |                                                | Documentar       | [ 24 ]                                      |
| The Feather                   | Leslie S. Hiscott              | Jameson Thomas, Véra Flory                     | Drama            | [ 25 ]                                      |
| The Flying Scotsman           | Castleton Knight               | Moore Marriott, Pauline Johnson                | Thriller         | [ 26 ]                                      |
| The Flying Squad              | Arthur Maude                   | Dorothy Bartlam, Donald Calthrop               | Crimă            | [ 27 ]                                      |
| Glorious Youth                | Graham Cutts                   | Anny Ondra, Randle Ayrton                      | Drama            |                                             |
| High Seas                     | Denison Clift                  | Lillian Rich, John Stuart, James Carew         | Aventură         |                                             |
| High Treason                  | Maurice Elvey                  | Jameson Thomas, Benita Hume                    | Sci-fi/Război    | [ 28 ]                                      |
| Human Cargo                   | J. Steven Edwards              | David Dunbar, Eric Hales                       | Crimă            | [ 29 ]                                      |
| The Informer                  | Arthur Robison                 | Lya De Putti, Lars Hanson, Dennis Wyndham      | Drama            | Half silent, half in sound                  |
| The Inseparables              | Adelqui Migliar, John Stafford | Elissa Landi, Patrick Aherne                   | Romantic         | [ 31 ]                                      |
| Kitty                         | Victor Saville                 | Estelle Brody, John Stuart                     | Drama            | [ 32 ]                                      |
| Lily of Killarney             | George Ridgwell                | Cecil Landau, Barbara Gott, Dennis Wyndham     | Drama            | [ 33 ]                                      |
| Little Miss London            | Harry Hughes                   | Pamela Parr, Eric Bransby Williams             | Comedie          | [ 34 ]                                      |
| Lost Patrol                   | Walter Summers                 | Cyril McLaglen, Sam Wilkinson, Terence Collier | Crimă/Război     | [ 35 ]                                      |
| The Lure of the Atlantic      | Norman Lee                     | Eric Hales, Iris Darbyshire                    | Drama            | [ 36 ]                                      |
| The Manxman                   | Alfred Hitchcock               | Carl Brisson, Malcolm Keen, Anny Ondra         | Drama            | [ 37 ]                                      |
| Master and Man                | George A. Cooper               | Humberston Wright, Henri De Vries              | Drama            | [ 38 ]                                      |
| Pavement Butterfly            | Richard Eichberg               | Anna May Wong, Alexander Granach               | Drama            | Co-producție cu Germania                    |
| A Peep Behind the Scenes      | Jack Raymond                   | Frances Cuyler, Haddon Mason                   | Drama            | [ 40 ]                                      |
| Piccadilly                    | Ewald André Dupont             | Anna May Wong, Gilda Gray                      | Crimă            | [ 41 ]                                      |
| The Plaything                 | Castleton Knight               | Estelle Brody, Heather Thatcher                | Romantic         | [ 42 ]                                      |
| Power Over Men                | George Banfield                | Isabel Jeans, Jameson Thomas                   | Crimă            | [ 43 ]                                      |
| The Pride of Donegal          | J. Steven Edwards              | Robina Maugham, Syd Crossley                   | Drama            | [ 44 ]                                      |
| Red Aces                      | Edgar Wallace                  | Nigel Bruce, Douglas Payne                     | Crimă            | [ 45 ]                                      |
| The Return of the Rat         | Graham Cutts                   | Ivor Novello, Isabel Jeans, Mabel Poulton      | Crimă            | [ 46 ]                                      |
| Ringing the Changes           | Leslie S. Hiscott              | Henry Edwards, Charles Cantley, James Fenton   | Comedie          | [ 47 ]                                      |
| The Runaway Princess          | Anthony Asquith                | Mady Christians, Fred Rains                    | Drama            | Co-production with Germany                  |
| The Sacrifice                 | Victor Peers                   | Lewis Dayton, Andrée Tourneur                  | Drama            | [ 49 ]                                      |
| Shooting Stars                | A. V. Bramble                  | Annette Benson, Brian Aherne                   | Drama            | [ 50 ]                                      |
| The Silent House              | Walter Forde                   | Mabel Poulton, Gibb McLaughlin                 | Crimă            | [ 51 ]                                      |
| The Silver King               | T. Hayes Hunter                | Percy Marmont, Harold Huth                     | Crimă            | [ 52 ]                                      |
| Smashing Through              | W. P. Kellino                  | John Stuart, Eve Gray                          | Crimă            | [ 53 ]                                      |
| The Streets of London         | Norman Lee                     | David Dunbar, Wera Engels                      | Crimă            | [ 54 ]                                      |
| Taxi for Two                  | Denison Clift                  | Mabel Poulton, John Stuart                     | Romantic Comedie | [ 55 ]                                      |
| The Third Eye                 | Maclean Rogers                 | Dorothy Seacombe, Hayford Hobbs                | Crimă            | [ 56 ]                                      |
| Those Who Love                | Manning Haynes                 | William Freshman, Carol Goodner                | Romantic         | [ 57 ]                                      |
| The Three Kings               | Hans Steinhoff                 | Henry Edwards, Evelyn Holt                     | Drama            | Co-production with Germany                  |
| A Throw of Dice               | Franz Osten                    | Seeta Devi, Himansu Rai                        |                  | Co-produced with Germany and India          |
| To What Red Hell              | Edwin Greenwood                | Sybil Thorndike, Bramwell Fletcher             | Crimă            | [ 59 ]                                      |
| Under the Greenwood Tree      | Harry Lachman                  | Marguerite Allan, Nigel Barrie                 | Drama            | [ 60 ]                                      |
| Unto Each Other               | A. E. Coleby                   | Harry Lorraine, Josephine Earle                | Drama            | [ 61 ]                                      |
| The Vagabond Queen            | Géza von Bolváry               | Betty Balfour, Dino Galvani                    | Comedie          | [ 62 ]                                      |
| Wait and See                  | Walter Forde                   | Walter Forde, Frank Stanmore                   | Comedie          |                                             |
| The Way of Lost Souls         | Paul Czinner                   | Pola Negri, Warwick Ward                       | Drama            | Co-producție cu Germania                    |
| When Knights Were Bold        | Tim Whelan                     | Nelson Keys, Miriam Seegar                     | Comedie/Fantasy  | [ 63 ]                                      |
| Why Cry at Parting?           | Richard Eichberg               | Dina Gralla, Harry Halm                        | Drama            | Co-producție cu Germania                    |
| The Woman in White            | Herbert Wilcox                 | Blanche Sweet, Haddon Mason                    | Drama            | [ 64 ]                                      |
| Woman to Woman                | Victor Saville                 | Betty Compson, George Barraud                  | Melodrama        | [ 65 ]                                      |
| Would You Believe It!         | Walter Forde                   | Walter Forde, Pauline Johnson                  | Comedie          | Original film mut, refăcut cu sunet         |
| The Wrecker                   | Géza von Bolváry               | Carlyle Blackwell, Benita Hume                 | Crimă            | Co-producție cu Germania                    |